# Heteromysis gerlachei
Heteromysis gerlachei är en kräftdjursart som först beskrevs av Bonnier och Perez 1902.  Heteromysis gerlachei ingår i släktet Heteromysis och familjen Mysidae. Inga underarter finns listade i Catalogue of Life.